# Masahiko Ozaki
Masahiko Ozaki (jap. 尾崎雅彦 Ozaki Masahiko; ur. 5 lutego 1958 w Tokio) – japoński kolarz torowy, wicemistrz świata.

## Kariera
Największy sukces w karierze Masahiko Ozaki osiągnął w 1980 roku, kiedy zdobył srebrny medal w sprincie indywidualnym zawodowców na mistrzostwach świata w Besançon. W wyścigu tym wyprzedził go jedynie jego rodak - Kōichi Nakano, trzecie miejsce zajął Francuz Daniel Morelon. Był to jedyny medal wywalczony przez Ozakiego na międzynarodowej imprezie tej rangi. Nigdy jednak nie brał udziału w igrzyskach olimpijskich.